# Moret Loing et Orvanne
Moret-Loing-et-Orvanne és un antic municipi francès, situat al departament del Sena i Marne i a la regió d'Illa de França.
Es va crear a l'1 de gener de 2016 amb la fusió del municipis d'Orvanne, Épisy i Montarlot, però va desaparèixer a finals d'aquell mateix any al unir-se al municipi de Veneux-les-Sablons i crear Moret-Loing-et-Orvanne.